# Hermann Weyl
Hermann Klaus Hugo Weyl (Elmshorn, 9 de novembro de 1885 — Zurique, 8 de dezembro de 1955) foi um matemático alemão.
Embora tenha passado boa parte de sua vida acadêmica em Zurique, Suíça e posteriormente em Princeton, Nova Jérsei, ele está intimamente identificado com a tradição da matemática da Universidade de Göttingen, representada por David Hilbert e Hermann Minkowski. Suas pesquisas possuem grande significado para a física teórica, bem como para outras disciplinas puras como a teoria dos números. Weyl foi um dos mais influentes matemáticos do século XX, e personagem-chave do Instituto de Estudos Avançados de Princeton em seus primeiros anos, em termos de criar uma visão integrada e internacional.
Weyl publicou obras técnicas e algumas gerais sobre espaço, tempo, matéria, filosofia, lógica, simetria e história da matemática. Foi um dos primeiros a conceber a combinação da relatividade geral com as leis do eletromagnetismo. Enquanto nenhum matemático de sua geração tenha aspirado ao 'universalismo' de Henri Poincaré ou Hilbert, Weyl chegou tão perto disso quanto possível. Michael Atiyah, em particular, comentou que para onde quer que olhasse numa determinada área, descobria que Weyl o havia precedido (The Mathematical Intelligencer, 1984, vol.6, no.1).
A semelhança de nomes levou por vezes a que fosse confundido com André Weil. Uma piada comum entre matemáticos é que, sendo ambos de grande envergadura científica, constituía-se num raro exemplo de caso onde tal confusão não ofendia a nenhuma das partes.